# Justín Javorek
Justín Javorek est un footballeur tchécoslovaque né le 14 septembre 1936 et mort le 15 septembre 2021. Il évoluait au poste de gardien de but. 

## Biographie

### Joueur
Il joue toute sa carrière en Tchécoslovaquie, sous les maillots du Tatran Prešov et de l'Inter Bratislava.
Bien que faisant partie du groupe tchécoslovaque lors de l'Euro 1960, il ne joue pas un seul match en équipe de Tchécoslovaquie.

### Entraîneur
Il entraîne notamment le FC Spartak Trnava de 1982 à 1985 puis lors de l'année 1994.

## Carrière
- 1958-1959 :  Tatran Prešov
- 1959-1969 :  Inter Bratislava

## Palmarès
- Troisième de l'Euro 1960 avec la Tchécoslovaquie
- Vainqueur de l'International football cup en 1963 et 1964 avec l'Inter Bratislava
- Finaliste de l'International football cup en 1967 avec l'Inter Bratislava